# 鉤町

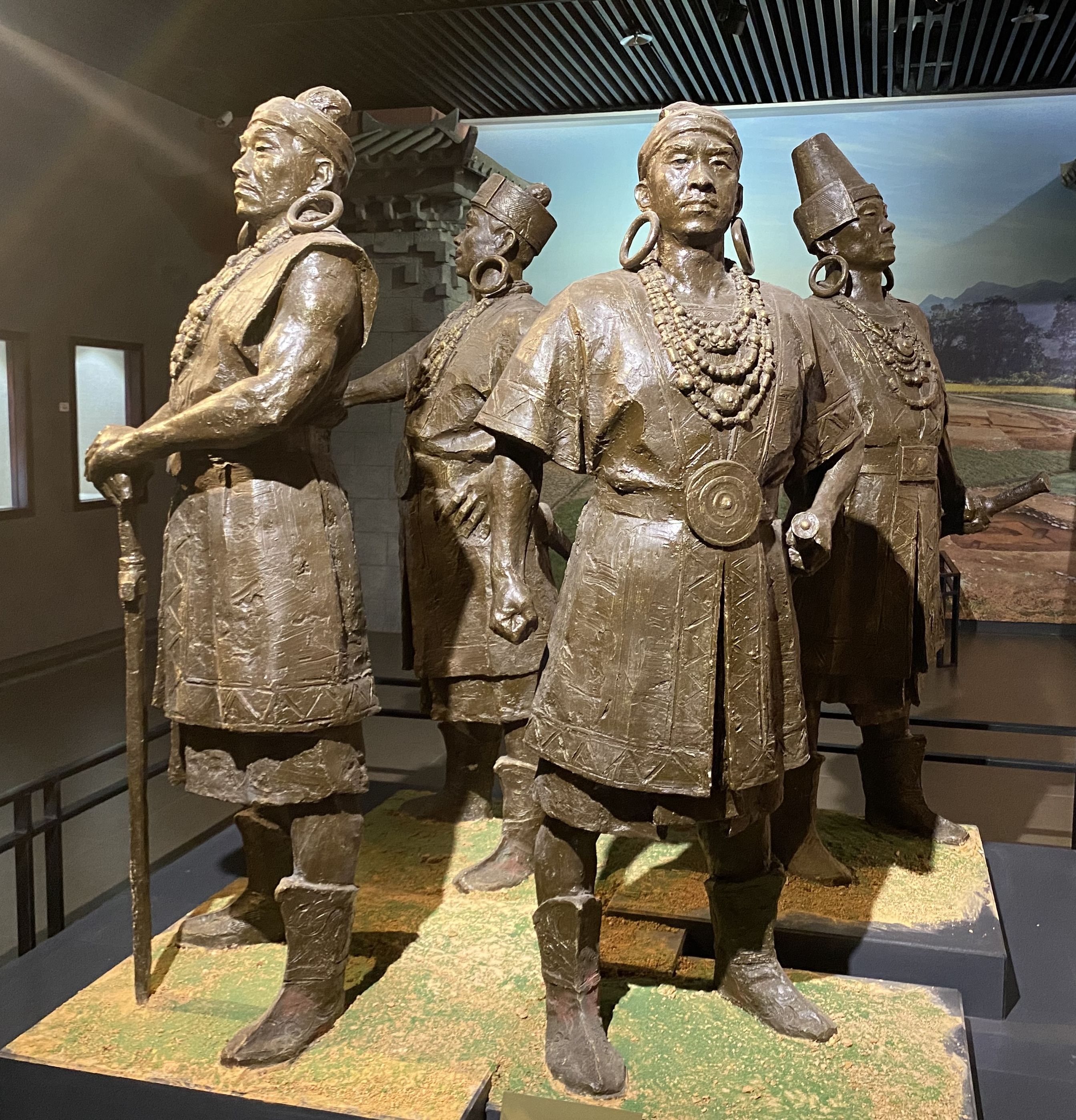
文山州博物馆展览的句町四王雕像

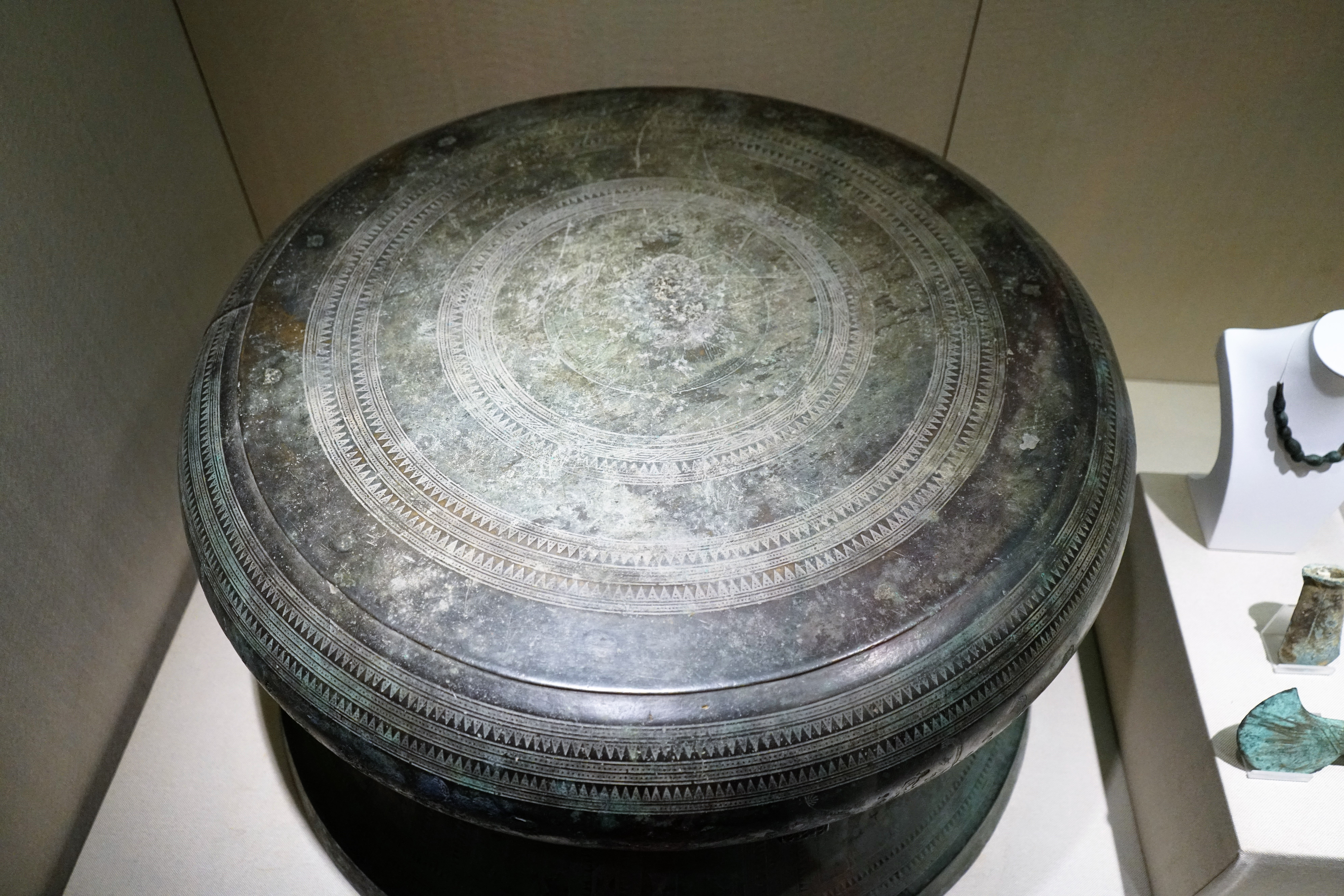
广南羽人船纹铜鼓，鉤町国代表性文物

鉤町，又称句町，中国古代西南民族。百越的一支所建立的國家。是西南夷的一支。
西汉汉武帝元鼎六年（前111年），鉤町王毋波率部归附汉朝。汉朝于鉤町夷的地区设立句町县（今云南广南县），隶属牂柯郡，汉昭帝始元五年（前82年），鉤町族首领亡波因协助平定姑缯、叶榆的反叛有功而被封为“鉤町王”，享受着国县并置的特殊待遇。凭此优势，鉤町的势力迅速发展，到西汉末年，鉤町国繼滇国、夜郎国成为横跨桂西、云贵高原前沿的文明古国，其疆域十分宽广。汉成帝时，夜郎王兴和鉤町王禹起兵互相攻击，朝廷派使者抚慰。王莽派五威将帅去西南夷，把鉤町王改为侯。鉤町王邯不服。王莽示意牂柯郡大尹周歆杀死邯。邯的弟弟承起兵杀死周歆。新朝打了九年鉤町，不能征服。

## 民族
句町为壮，可能主要是侬人；南盘江以北的漏卧人，可能主要是沙人，而红河以东的进桑，可能主要是土族人。

## 遗址
- 西林县博物馆